# 小牧治
小牧 治（こまき おさむ、1913年11月16日 - 2000年5月21日）は、日本の倫理学者。東京教育大学名誉教授。

## 来歴
京都府生まれ。東京文理科大学哲学科卒。フランクフルト大学に留学。
1961年、「社会と倫理 カント倫理思想の社会史的考察」で東京教育大学文学博士。
東京教育大学教授。1977年、退任、名誉教授。
2000年5月21日、急性心不全のため死去。

## 著書
- 『奉仕の道徳学』（理想社） 1944
- 『思想問題の基礎知識』（暁教育図書、現代教養講座） 1952
- 『人間形成の倫理学的基礎 カント倫理学の人間学的考察』（大日本雄弁会講談社） 1953
- 『社会と倫理 カント倫理思想の社会史的考察』（有信堂） 1959
- 『倫理学入門』（有信堂、文化新書） 1963
- 『カント』（清水書院、センチュリーブックス 人と思想） 1967
- 『マルクス』（清水書院、センチュリーブックス 人と思想） 1967
- 『倫理学入門』（有信堂） 1969
- 『アドルノとその周辺 フランクフルト便り』（啓隆閣） 1971、のち御茶の水書房
- 『革命家マルクス その生涯と思想』（清水書院） 1972
- 『国家の近代化と哲学 ドイツ・日本におけるカント哲学の意義と限界』（御茶の水書房） 1978
- 『和辻哲郎』（清水書院、Century books 人と思想） 1986
- 『輝け若者たち ある人生探求者の贈ることば』（東信堂） 1988
- 『ホルクハイマー』（清水書院、Century books 人と思想） 1992
- 『アドルノ』（清水書院、Century books 人と思想） 1997

### 共編著
- 『絵と図で学ぶ政・経・社』（安斎信一共著、小学館、中学図説学習シリーズ） 1958
- 『倫理学 社会生活と倫理』（山田英世, 工藤綏夫共編著、有信堂） 1958
- 『倫理学 生活と倫理』（編、高文社） 1959
- 『シュバイツァー』（泉谷周三郎共著、清水書院、センチュリーブックス 人と思想） 1967
- 『ルター』（泉谷周三郎共著、清水書院、センチュリーブックス 人と思想） 1970
- 『哲学と日本社会』（家永三郎共編、弘文堂） 1978
- 『倫理学 生活・倫理・思想』（編著、北樹出版） 1978
- 『アメリカのコミュニティ・カレッジ』（内田穣吉共編、三省堂選書） 1987
- 『ハーバーマス』（村上隆夫共著、清水書院、Century books 人と思想）　2001

## 翻訳
- 『マルクス主義倫理学の基礎概念』（L・M・アルハンゲルスキー、共訳、啓隆閣） 1974
- 『マルクスからヘーゲルへ』（G・リヒトハイム、共訳、未来社） 1976
- 『社会と歴史 批判理論の批判』（M・トイニッセン、村上隆夫共訳、未来社、フィロソフィア双書） 1981
- 『哲学的・政治的プロフィール - 現代ヨーロッパの哲学者たち』上・下（ユルゲン・ハーバーマス、村上隆夫共訳、未来社、フィロソフィア双書） 1984 - 1986